# Francisco Reboredo
Francisco Reboredo Mosquera (3 de setembro de 1914, Buenos Aires -  22 de janeiro de 1973), é um ex-futebolista e ex-treinador de futebol.

## Carreira

### FC Porto
Chegou ao Futebol Clube do Porto em 1936, tendo-se mantido no clube português até 1939. Fez 56 jogos e marcou 45 golos, tendo vencido também quatro títulos.

## Títulos

### Jogador
FC Porto
- 1 Campeonato de Portugal: 1936–37
- 1 Primeira Divisão: 1938–39
- 2 Campeonatos do Porto[1]